# Toko Mouth (Nouvelle-Zélande)
Toko Mouth  est un village de l’Île du Sud de la Nouvelle-Zélande.

## Situation
Toko Mouth  est un établissement situé près de la berge de l’embouchure du fleuve Tokomairiro, à quelque 50 kilomètres au sud de la ville de Dunedin et à 15 kilomètres au sud-est de la ville de Milton dans la région d’Otago en Nouvelle-Zélande.

## Population
Le village comprend environ 70 maisons de vacances, dont une faible partie est occupée par des résidents permanents.

## Accès
Il est accessible par route à partir de Milton et aussi par une route côtière en revenant de Kaitangata, situé à 20 kilomètres au sud-ouest.

## Loisirs

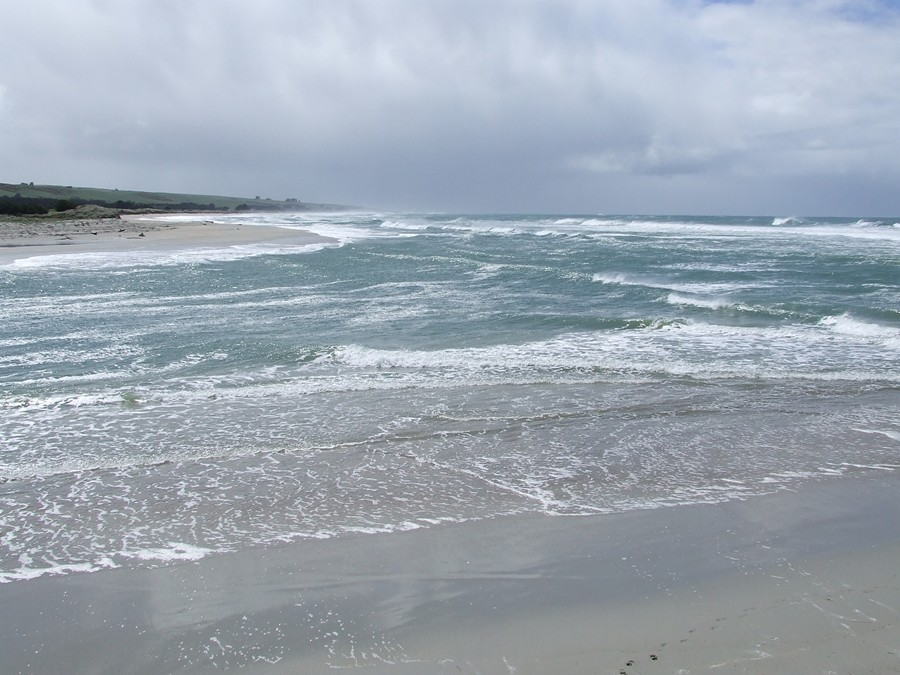
La haute mer envahit l’embouchure du fleuve

De nombreuses plages entourent le secteur: ‘Chrystall's Beach’ et Glenledi/Bull Creek vers le nord et ‘Measly Beach’ vers le sud.
‘Chrystall's Beach’ est caractéristique du paysage local de Cook's Head Rock (en), une formation rocheuse formée de colonnes hexagonales.
Bull Creek est un site réputé comme une petite plage entourée par du bush natif persistant et est abrité par des récifs.
La natation est possible relativement en sécurité tant à ‘Bull Creek’ qu’à ‘Toko Mouth’, bien que des plaies soient fréquentes au niveau de ‘Chrystall's Beach.’ 
Depuis les premiers mois de 2007, il est devenu apparent que les dépôts, qui limitaient l’embouchure de la rivière se déplaçaient de façon erratique au gré de marées, menaçant d’en faire effondrer un bout.
La pluie violente et le vent avaient déjà fait cela auparavant.

## Faune
L’estuaire, juste à l’intérieur de l’embouchure fournit une source de nourriture abondante pour de nombreuses espèces d’oiseaux d’eau, incluant des Huîtriers ou Haematopus, des spatules ou Plataleas, des Laridaes, des hérons et d’autres espèces.
Un récif se trouve en dehors de la berge sud de l’embouchure.
Immédiatement au-dessus de la rivière, la zone humide est l’habitat d’une population notable de fernbirds (en) et occasionnellement de  butors.